# Bartrum Glacier
Bartrum Glacier är en glaciär i Antarktis. Den ligger i Östantarktis. Australien gör anspråk på området. Bartrum Glacier ligger 1 143 meter över havet.
Terrängen runt Bartrum Glacier är huvudsakligen kuperad, men åt nordost är den platt. Trakten är obefolkad. Det finns inga samhällen i närheten. 